# Yargo (Kando)
Pour les articles homonymes, voir Yargo.
Yargo est une commune située dans le département de Kando de la province de Kouritenga dans la région du Centre-Est au Burkina Faso.